# Daqingi olajmező
A Daqingi olajmező Daqingban, Heilongjiang régióban található, Északkelet-Kínában. Északról Mandzsúria, keletről a Nen folyó, Qiqihar (északnyugat) és Harbin (délkelet) városok határolják. Ez Kína legnagyobb olajlelőhelye. Daqing-ban 1959-ben találtak először olajat (Wang Jinxi fedezte fel ezeket az olajmezőket). Daqing elképesztően nagy mennyiségű olajat termel. A jelenlegi termelés megközelítően 1 millió hordó naponta. A daqing-i olajmezőn 1300 olajlelőhelyet találtak, és 60 ezer kút üzemel. Daqing egyike a világ négy legnagyobb kiterjedésű, és legnagyobb termelésű olajmezőjének. A daqingi olajmező előreláthatóan 2060 utánig képes lesz kielégíteni a kínai piacot, és annak szükségleteit.
Ennek a helynek nem mindig Daqing volt a neve, csak a kínai „nyelvi karakterváltás” után, 1979-ben nevezték el így. Daqing térsége nagyon fejlett. Maga Daqing város hatalmas fejlődésen ment át az olajnak köszönhetően. Egy 2007-es felmérés szerint a lakosság 1,7 millió volt. A város épületei modernek, infrastruktúrája jó. Itt található meg a Daqing Oilfield Company, mely a helyi olajtermelést felügyeli.